# Final da Copa São Paulo de Futebol Júnior de 2023
A final da Copa São Paulo de Futebol Júnior de 2023 foi a 53.ª final da Copa São Paulo de Futebol Júnior, também conhecida como "Copinha", torneio anual de futebol para jogadores com idade até vinte anos, organizado pela Federação Paulista de Futebol (FPF). Ela foi realizada em 25 de janeiro de 2023, quarta-feira, no Estádio do Canindé, em São Paulo, Brasil, e apitada por Fabiano Monteiro dos Santos. O jogo foi disputado entre uma equipe paulista e uma mineira: o Palmeiras e o América Mineiro, que buscavam ambos a sua segunda conquista da competição. Os paulistas venceram os mineiros por 2–1 e sagraram-se bicampeões consecutivos.
Tanto Palmeiras quanto América chegaram à decisão vencendo todos os seus jogos no torneio. Passaram para a fase eliminatória como líderes de seus grupos na primeira fase; os paulistas no grupo três, e os mineiros no grupo dezoito. No mata-mata, o Palmeiras passou por Sampaio Corrêa, Juazeirense, Mirassol, Floresta-CE e Goiás até chegar à final. O América, por outro lado, eliminou o CSP-PB, o São Paulo, o Red Bull Bragantino, o Ituano, e finalmente, o Santos.
Assim como na decisão de 2022, a final não pôde ser realizada no estádio do Pacaembu, como é de costume no torneio, devido obras. Segundo o vice-presidente da FPF, o ex-jogador de futebol Mauro Silva, a intenção inicial era de que a partida fosse realizada no Allianz Parque, estádio do Palmeiras, mas devido questões operacionais, o estádio não estaria disponível para receber a partida. Em 23 de janeiro, a FPF comunicou que a final seria disputada no estádio do Canindé, domínio da Portuguesa.
Após ter aberto o placar aos dezessete minutos com o atacante Kevin, o Palmeiras sofreu o gol de empate aos 38, com o também atacante Renato Marques cobrando pênalti. A partida seguiu empatada até os acréscimos do segundo tempo, quando, numa cobrança de escanteio vinda da direita, o meio-campista palmeirense Patrick tocou a bola de cabeça para as redes, decretando a vitória e o bicampeonato da equipe palestrina.
Para veículos da imprensa e figuras ligadas ao Palmeiras, o título evidenciou um trabalho nas categorias de base do alviverde paulista instaurado em 2013, na gestão do então presidente Paulo Nobre. Kevin foi eleito o craque do torneio, enquanto Patrick recebeu o prêmio de melhor jogador da final e Ruan Ribeiro foi o artilheiro do torneio, com nove gols. Do lado do América, o Coelho foi, pelo segundo ano consecutivo, o clube mineiro a chegar mais longe na competição. Dias após a final, a diretoria anunciou que vários jogadores da equipe haviam sido promovidos para o elenco profissional.

## Antecedentes e caminhos até a final
Os dois times buscavam o seu segundo troféu da competição. O Palmeiras havia chegado à sua quarta final e, após ter sido vice em 1970 e 2003, conquistou a edição de 2022 em cima do Santos, e defendia seu título. Já o América Mineiro havia chegado à sua segunda decisão de Copinha; a outra havia sido em 1996, onde sagrou-se campeão ao vencer o Cruzeiro. A última vez que palestrinos e americanos se enfrentaram pela Copinha foi pela quarta fase da edição de 2016, quando os mineiros venceram por 5–4 nos pênaltis, após a partida ter terminado por 1–1 no tempo normal.
Ambas as equipes chegaram para o confronto com cem por cento de aproveitamento. Sorteado no grupo três e com sede em São José do Rio Preto, o Palmeiras fez sua estreia no torneio em 3 de janeiro, ao vencer a Juazeirense por 2–0. Seguiram-se então duas vitórias, contra o América-SP e o Rio Preto, ambos times da cidade. Na fase eliminatória, os paulistas passaram por Sampaio Corrêa, novamente Juazeirense, e então o Mirassol antes de rumar para Santo André e eliminar o Floresta pelas quartas de final da competição. Nas semifinais, venceu o Goiás, em partida que foi realizada no Allianz Parque, estádio do Palmeiras, em São Paulo, e garantiu a vaga para a final da Copinha pelo segundo ano seguido.
O América Mineiro, por sua vez, foi sorteado no grupo dezoito e teve sua sede em Assis. Sua estreia no torneio foi em 4 de janeiro, quando venceu o Retrô por 3–1. Derrotou na sequência a Ponte Preta e o VOCEM, time local, para se classificar como líder do seu grupo. Ainda em Assis, a equipe mineira eliminou o CSP e rumou para Marília, onde passou pelo São Paulo. Em Barueri, venceu o Red Bull Bragantino nas oitavas de final e o Ituano, nas quartas. Finalmente, derrotou o Santos na Vila Belmiro, em Santos, pelas semifinais, e chegou à segunda final de Copinha da sua história.
| América Mineiro     | América Mineiro | Rodada                 | Palmeiras      | Palmeiras |
| Oponente            | Resultado       | Rodada                 | Oponente       | Resultado |
| ------------------- | --------------- | ---------------------- | -------------- | --------- |
| Grupo 18            | Grupo 18        | Primeira fase (grupos) | Grupo 3        | Grupo 3   |
| Retrô               | 3 – 1           | Primeira fase (grupos) | Juazeirense    | 2 – 0     |
| Ponte Preta         | 1 – 0           | Primeira fase (grupos) | América-SP     | 3 – 1     |
| VOCEM               | 5 – 1           | Primeira fase (grupos) | Rio Preto      | 2 – 1     |
| CSP                 | 3 – 0           | Segunda fase           | Sampaio Corrêa | 6 – 0     |
| São Paulo           | 3 – 1           | Terceira fase          | Juazeirense    | 4 – 0     |
| Red Bull Bragantino | 1 – 0           | Oitavas de final       | Mirassol       | 4 – 0     |
| Ituano              | 3 – 0           | Quartas de final       | Floresta       | 5 – 0     |
| Santos              | 3 – 0           | Semifinal              | Goiás          | 2 – 1     |

Legenda:      Vitória —      Empate —      Derrota

## Pré-jogo

### Local e data

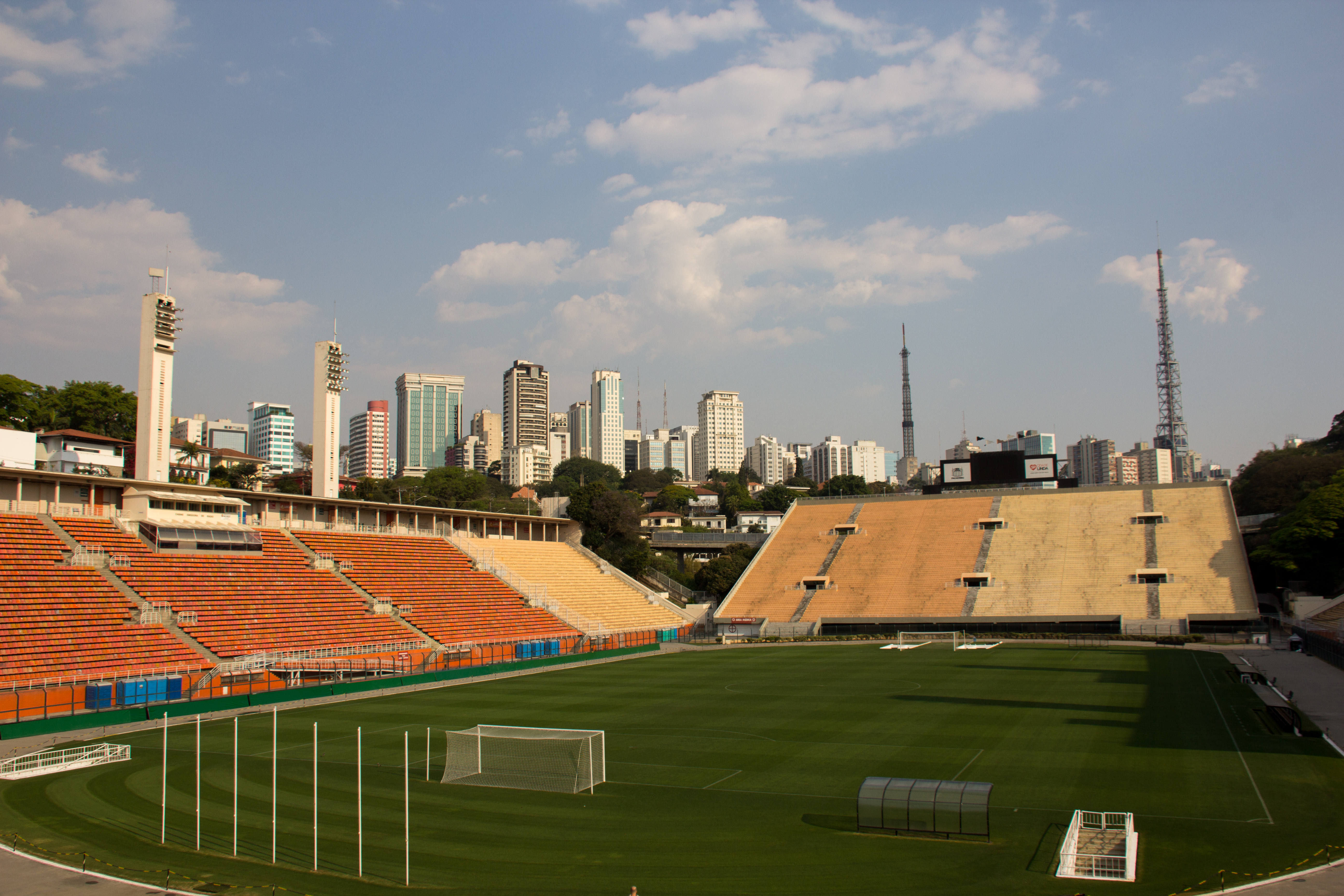
Pelo segundo ano consecutivo, o Estádio do Pacaembu (imagem) não pôde sediar a final da Copinha.

Segundo regulamento do torneio, a final precisa ser realizada no aniversário da cidade de São Paulo, que é dia 25 de janeiro. Tradicionalmente, o Estádio do Pacaembu é definido como palco da partida; entretanto, o recinto passava por reformas na época, sendo impossibilitado, pelo segundo ano seguido, de receber o prélio.
De acordo com o vice-presidente da FPF, o ex-jogador Mauro Silva, a entidade conversou com o Palmeiras sobre a possível utilização do Allianz Parque para o jogo; contudo, questões operacionais devido a shows da banda estadunidense Backstreet Boys no estádio nos dias 27 e 28 de janeiro impediram sua disponibilidade. Eventualmente, em 23 de janeiro, a FPF emitiu nota determinando que a final seria realizada no Canindé, estádio da Portuguesa de Desportos, às 15h30 (horário de Brasília) de 25 de janeiro. Esta seria a sexta vez que o Canindé receberia a final de Copinha, tendo ocorrido também nas edições de 1979, 1984, 1995, 1997 e 2002.

### Arbitragem
A FPF selecionou Fabiano Monteiro dos Santos para liderar a equipe de arbitragem que apitaria a partida. Dos Santos seria auxiliado por Raphael de Albuquerque Lima e Henrique Perinelli Oliveira, com Gabriel Henrique Meira Bispo sendo o quarto árbitro. O VAR seria comandado por Márcio Henrique de Góis.

### Destaques e desfalques dos times
O Palmeiras, comandado pelo técnico Paulo Victor Gomes, inicialmente não tinha desfalques e iria com força máxima para o confronto, mas, momentos antes da partida, foi confirmado que o lateral-esquerdo Ian foi cortado devido lesão na coxa direita, e seria substituído por Gustavo Mancha. Com 28 gols marcados ao longo da competição, os destaques principais do time eram o atacante Kevin, o volante Pedro Lima e o atacante Ruan Ribeiro, artilheiro da competição, com oito gols até então. Gomes atribuiu a evolução da base palestrina com a chegada do coordenador João Paulo Sampaio em 2015.
Mairon César, técnico do América, também tinha todos os seus titulares à disposição para o jogo. Autor de 22 gols no torneio, o time americano tinha entre seus principais jogadores o goleiro Cássio, o zagueiro Júlio, e os atacantes Luan Campos, Renato Marques e Adyson. Curiosamente, dentre os titulares do time mineiro, três já tinham passagem pelas categorias de base do Palmeiras: o zagueiro Jonatan, o meio-campista Breno, e o supracitado atacante Luan Campos. O diretor de futebol Fred Cascardo, que foi coordenador de base do América entre 2019 e 2022, afirmou que melhoras internas refletiram nos bons resultados para as categorias de base.

## Partida

### Primeiro tempo
A final da Copa São Paulo de Futebol Júnior de 2023 começou às 15h30 (horário de Brasília) embaixo de sol, para um público de 17.552 presentes, com a grande maioria sendo torcedores do alviverde paulista. Presentes nas tribunas estavam Dudu e Leila Pereira, atacante e presidenta do Palmeiras, respectivamente.
O time mineiro pressionou e tomou as iniciativas ofensivas nos primeiros minutos do jogo, mas o Palmeiras logo equilibrou a disputa e fez a primeira investida perigosa da partida aos nove minutos, quando Kevin deu passe em profundidade dentro da área para o meia-atacante Vitinho, que chutou cruzado, na saída do goleiro americano Cássio, mas a bola passou rente à trave esquerda.(0:00–0:18) A resposta do América veio dois minutos depois, quando o atacante Theo tentou dois arremates dentro da área após receber passe de Adyson, mas eles foram bloqueados pela zaga palmeirense.(0:19–0:38)
Aos dezessete, o Palmeiras abriu o placar. Gustavo Mancha lançou Vitinho em velocidade na área pela esquerda; o meio-campista cruzou rasteiro para o meio da área, onde o centroavante Ruan Ribeiro desviou de pé direito para o gol.(0:39–1:09) Foi o nono gol de Ribeiro na Copinha. Depois do gol feito, o Palmeiras tentou buscar a administração do resultado devido ao calor, enquanto o América aumentou a pressão em busca do gol de empate. E a resposta americana não demorou para chegar: aos 26, Adyson pegou sobra de fora da área e finalizou de pé esquerdo; o goleiro palmeirense Aranha desviou levemente o arremate com a mão direita e a bola rebateu no travessão, com a zaga palmeirense afastando depois.(1:10–1:27)
Depois de uma parada na partida para reidratação dos jogadores aos 27 minutos, o ritmo do jogo caiu. Até que, aos 38, o América teve um pênalti marcado ao seu favor: Adyson fez jogada pela direita, perto da linha de fundo, quando sofreu falta, dentro da área, do meio-campista palmeirense Léo, que levou cartão amarelo.(1:27–1:59) O atacante Renato Marques cobrou no canto esquerdo e o goleiro Aranha defendeu, porém o árbitro Fabiano Monteiro dos Santos ordenou uma nova cobrança, já que na primeira, ele não havia apitado autorizando a batida. Marques então mudou a direção do chute cobrando no meio do gol e empatando a partida para a equipe mineira; Aranha pulou no canto direito.(1:59–2:22) Esse acabou sendo o último lance de destaque do primeiro tempo.

### Segundo tempo
O Palmeiras realizou a primeira alteração no jogo ao trocar Léo pelo também meio-campista Patrick. Entretanto, a alteração pouco fez efeito, já que o América começou melhor a segunda etapa, pressionando a defesa palmeirense em busca do gol da virada. O time americano chegou a marcar um gol aos cinco minutos, após o lateral-esquerdo Paulinho finalizar dentro da área após cobrança de escanteio, mas foi marcado impedimento do atacante Luan Campos na jogada e o gol foi anulado.(2:22–2:40) Aos poucos, o Palmeiras se reorganizou na partida e levou perigo aos dezessete minutos, quando Kevin arrematou de fora da área, de pé direito, e a bola bateu na trave direita do gol de Cássio.(2:40–2:56)
O calor e o desgaste natural dos jogadores diminuíram novamente o ritmo da partida, e as chances de gol de ambas as equipes foram ficando mais escassas. Aos 37, o América chegou com perigo quando Paulinho arriscou chute cruzado de fora da área, de pé esquerdo, que passou rente à trave esquerda do goleiro Aranha. Cinco minutos depois, o Palmeiras respondeu com Daniel, que havia entrado no lugar de Kevin; o atacante recebeu lançamento em profundidade pela direita e finalizou cruzado, com a bola atravessando a área, perto da trave direita.(3:07–3:18)
A partida se encaminhava para os minutos finais, com o árbitro assinalando cinco minutos de acréscimo; se continuasse empatada, o troféu seria decidido em uma disputa de pênaltis. Entretanto, aos 47, o Palmeiras chegou ao gol da vitória. Após um escanteio batido pela direita e um arremate palmeirense que foi bloqueado pela zaga americana dentro da pequena área, a bola foi na direção de Patrick, que cabeceou no canto direito da meta de Cássio, recolocando o alviverde paulista na frente no placar.(3:18–3:42) O América não teve tempo de criar chances para buscar o empate, e Fabiano Monteiro dos Santos apitou o fim da partida aos 52 minutos do segundo tempo.

### Detalhes
| 25 de janeiro | Palmeiras                        | 2 – 1                                 | América Mineiro          | Estádio do Canindé, São Paulo                                                |
| 15:30         | Ruan Ribeiro 18' · Patrick 90+2' | Súmula (FPF) Boletim financeiro (FPF) | 41' (pen) Renato Marques | Público: 17 552 Renda: R$ 683 610,00 Árbitro: SP Fabiano Monteiro dos Santos |

| Palmeiras | América Mineiro |

| G                  | 24 | Aranha         |       |     |
| LD                 | 17 | Edney          |       |     |
| Z                  | 3  | Henri          |       |     |
| Z                  | 4  | Talisca        |       |     |
| LE                 | 16 | Gustavo Mancha |       | 50' |
| M                  | 5  | Léo            | 39'   | 45' |
| M                  | 8  | Pedro Lima     | 56'   |     |
| M                  | 19 | Vitinho        |       |     |
| A                  | 7  | Estêvão        | 90+3' | 70' |
| A                  | 11 | Kevin          |       | 86' |
| A                  | 9  | Ruan Ribeiro   |       | 70' |
| Suplentes:         |    |                |       |     |
| G                  | 1  | Natan          |       |     |
| LD                 | 2  | Gilberto       |       | 70' |
| Z                  | 13 | Pedro Felipe   |       |     |
| M                  | 18 | David Kauã     |       | 50' |
| M                  | 21 | Kauan Santos   |       |     |
| M                  | 23 | Thalys         |       | 70' |
| M                  | 28 | Patrick        |       | 45' |
| A                  | 25 | Yago           |       |     |
| A                  | 27 | Daniel         |       | 86' |
| Treinador:         |    |                |       |     |
| Paulo Victor Gomes |    |                |       |     |

| G            | 1  | Cássio            |     |       |
| LD           | 2  | Samuel            |     |       |
| Z            | 3  | Jonathan          |     | 83'   |
| Z            | 4  | Júlio             |     |       |
| LE           | 6  | Paulinho          |     | 90+4' |
| M            | 5  | Breno             |     | 83'   |
| M            | 8  | Mateus Henrique   |     | 90+4' |
| M            | 10 | Theo              | 64' | 88'   |
| A            | 7  | Luan Campos       | 41' |       |
| A            | 11 | Adyson            |     |       |
| A            | 9  | Renato Marques    |     |       |
| Suplentes:   |    |                   |     |       |
| G            | 12 | Carlos            |     |       |
| Z            | 13 | Heitor            |     | 83'   |
| Z            | 14 | Rafa Barcelos     |     | 83'   |
| M            | 18 | Kanté             |     | 88'   |
| M            | 20 | Vinicius          |     |       |
| M            | 21 | Yago              |     | 90+4' |
| A            | 17 | Jurandir          |     | 90+4' |
| A            | 24 | Marquinhos        |     |       |
| A            | 25 | Guilherme Papaléo |     |       |
| Treinador:   |    |                   |     |       |
| Mairon César |    |                   |     |       |

| Árbitros assistentes Raphael de Albuquerque Lima Henrique Perinelli Oliveira Quarto Árbitro Gabriel Henrique Meira Bispo Quinto árbitro Juliana Vicentin Esteves | VAR Marcio Henrique de Góis Assistente do VAR Herman Brumel Vani Observador VAR Gilberto Corrale | Regras da partida - 90 minutos de tempo regulamentar - Disputa por pênaltis, se empate persistir - Máximo de seis substituições por equipe, em três intervalos |

## Pós-jogo e reações

Jogadores erguendo a taça da Copinha. Foi a segunda conquista do torneio pelo alviverde na sua história.

Com a vitória, o Palmeiras conquistou a Copa São Paulo de Futebol Júnior pela segunda vez, defendendo a conquista de 2022. Foi a sexta vez na história do torneio em que houve um bicampeão consecutivo; a última havia sido em 2013 e 2014, onde o Santos havia alcançado tal feito. Para veículos da imprensa, o título do alviverde evidenciou um trabalho de reestruturação que foi instaurado no Palmeiras em 2013, na gestão do então presidente Paulo Nobre, e comandada pelo então coordenador Erasmo Damiani (e, mais tarde, por João Paulo Sampaio). A opinião foi corroborada pelo técnico Paulo Victor Gomes, pelo próprio Paulo Nobre, e pelo treinador do time profissional, Abel Ferreira. De acordo com o jornal O Globo, o fato do Palmeiras dispor de tecnologias para gerar novos talentos também contribuiu para o sucesso.
O alviverde paulista liderou as premiações individuais da Copinha. O atacante Ruan Ribeiro foi o artilheiro da competição com nove gols, enquanto o meia Patrick recebeu o prêmio de melhor jogador da final. Outro jogador que teve destaque foi o atacante Kevin, que foi eleito o craque do campeonato; ele afirmou projetar ser promovido ao elenco profissional, assim como Endrick, jogador também oriundo da base, campeão da Copinha em 2022. À Gazeta Esportiva, os três jogadores dividiram os méritos da conquista com o elenco.
O América foi, pelo segundo ano consecutivo, o clube mineiro a chegar mais longe na Copinha. Três dias após a final, a diretoria comunicou que o goleiro Cássio, o zagueiro Júlio, o lateral-direito Mateus Henrique, o meia Breno e os atacantes Adyson, Luan Campos e Renato Marques haviam sido promovidos para o elenco profissional; Breno e Cássio, inclusive, tiveram seus vínculos com o Coelho renovados até o fim de 2025. Por outro lado, o meia Theo, que tinha contrato até o dia 31 de janeiro de 2023, acabou não tendo seu vínculo renovado e deixou o clube. Para o portal ge, Luan Campos foi eleito um dos destaques do torneio; outros votados foram Renato Marques e Cássio.